# Dominus (Marvel Comics)
Dominus è un personaggio dei fumetti creato da Roy Thomas (testi) e Jay Gavin (disegni), pubblicato dalla Marvel Comics. È un potentissimo computer alieno. Fa la sua comparsa nel giugno del 1966, in X-Men (prima serie) n. 21 (giugno 1966), dopo essere stato menzionato dal Professor X nel numero precedente.

## Storia
In seguito al lungo lavoro di preparazione svolto dal loro agente Lucifero, gli alieni Quist sono pronti a conquistare la Terra. Per questo mandano sul pianeta Dominus, un potente computer che accompagna tutte le loro conquiste. Essi infatti sono una razza aliena aggressiva ed espansionista che si serve di computer come Dominus per assoggettare intere popolazioni. In base a quanto rivela lo stesso Charles Xavier uno dei motivi per cui ha formato gli X-Men è proprio quello di combattere i Quist.
Per questo quando Dominus giunge sulla terra gli X-Men sono pronti ad affrontarlo. Ne nasce una dura battaglia durante la quale il team mutante riesce a vanificare i piani alieni. A causa di questo fallimento Lucifero viene spedito dal Supremo, il suo diretto superiore, in un'altra dimensione, mentre Dominus resta sulla terra a portare avanti i progetti di conquista.
Pur essendo rimasto praticamente da solo Dominus utilizza la sua grande tecnologia per costruirsi un esercito di collaboratori. I suoi strumenti, infatti, gli permettono di trasformare animali e piante in mostruosi sottoposti... Con queste forze compie un nuovo tentativo di occupazione, ma viene sconfitto dai Vendicatori della costa ovest.

### Ultra-Robot
Quando Dominus giunge per la prima volta sulla Terra gli vengono affidati dal Supremo sei robot, Alpha, Beta, Gamma, Delta, Epsilon e Zeta che fungono da suoi bracci armati. Questi robot obbediscono agli ordini di Dominus e sono capaci di volare ed emettere dei raggi laser concussivi. Vengono distrutti durante lo scontro con gli X-Men.

## Poteri e abilità
Dominus è composto di un metallo quasi indistruttibile che riesce a resistere anche a d attacchi durissimi. La sua funzione principale è quella di emettere raggi che annullano la volontà altrui. Questo rende le persone sottoposte a questo trattamento dei veri e propri schiavi e questo spiega come mai diversi suoi alleati siano esseri umani. Oltre a questo potere Dominus è dotato di intelligenza artificiale ed è capace di elaborare piani e strategie di attacco.